# Cordillera Sawatch
La cordillera Sawatch es una alta y extensa cordillera en la parte central del estado de Colorado (Estados Unidos) e incluye ocho de los veinte picos más altos de las Montañas Rocosas, entre ellos el más alto, el monte Elbert (4401 m).
La cordillera está orientada NO-SE, extendiéndose unos 130 km y forma parte de la divisoria continental de América. Su vertiente oriental está drenada por las fuentes cabecera del río Arkansas, y la occidental alimenta las fuentes de los ríos Roaring Fork, Eagle y Gunnison, afluentes a su vez del río Colorado.
Las montañas de esta cordillera son, en general, altas, enormes y relativamente suaves en su silueta. Las cimas más famosas son el monte Elbert, monte Massive, pico de La Plata y el monte de Holy Cross.

## Picos destacados

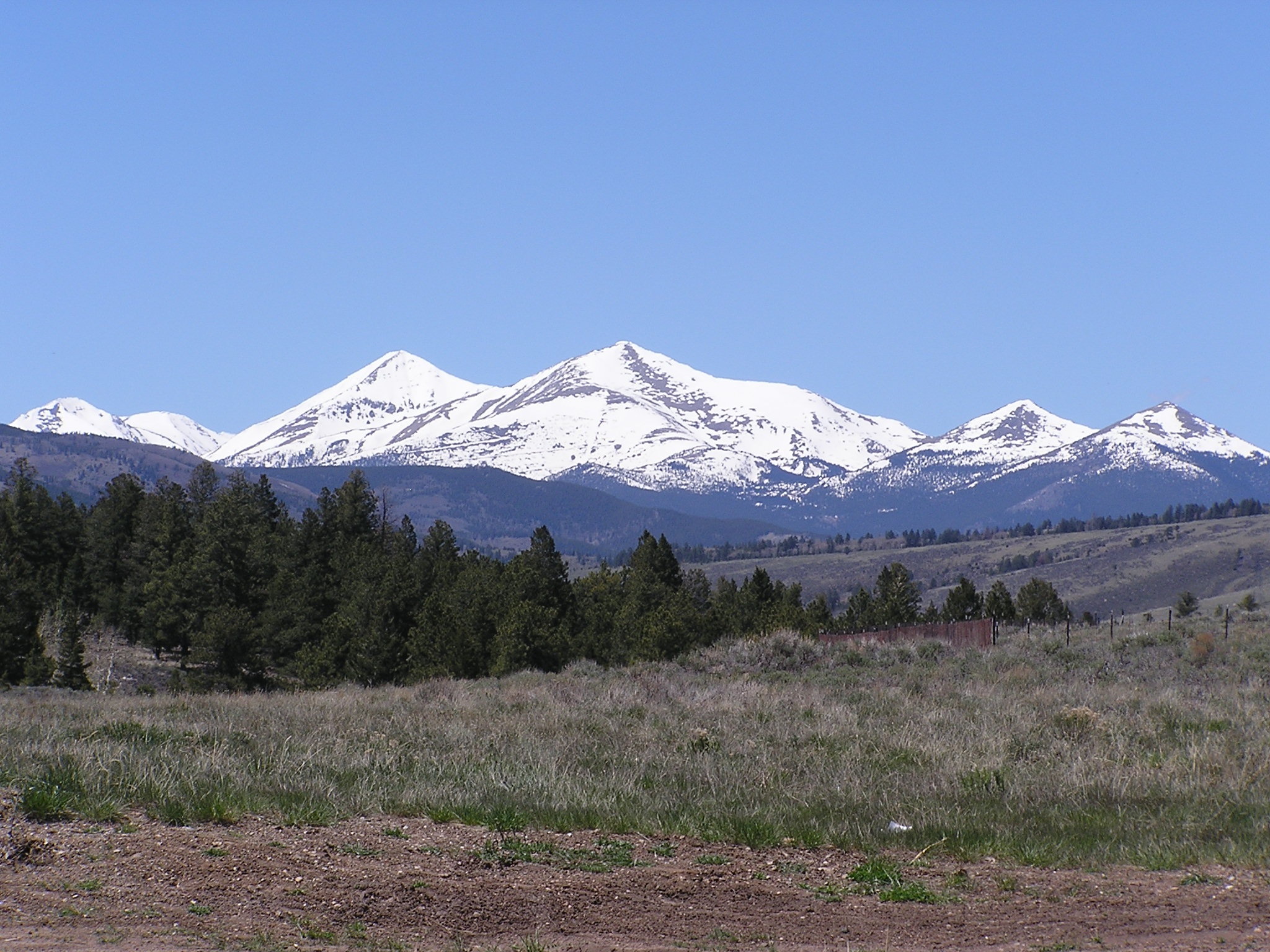
Monte Aetna y monte Taylor

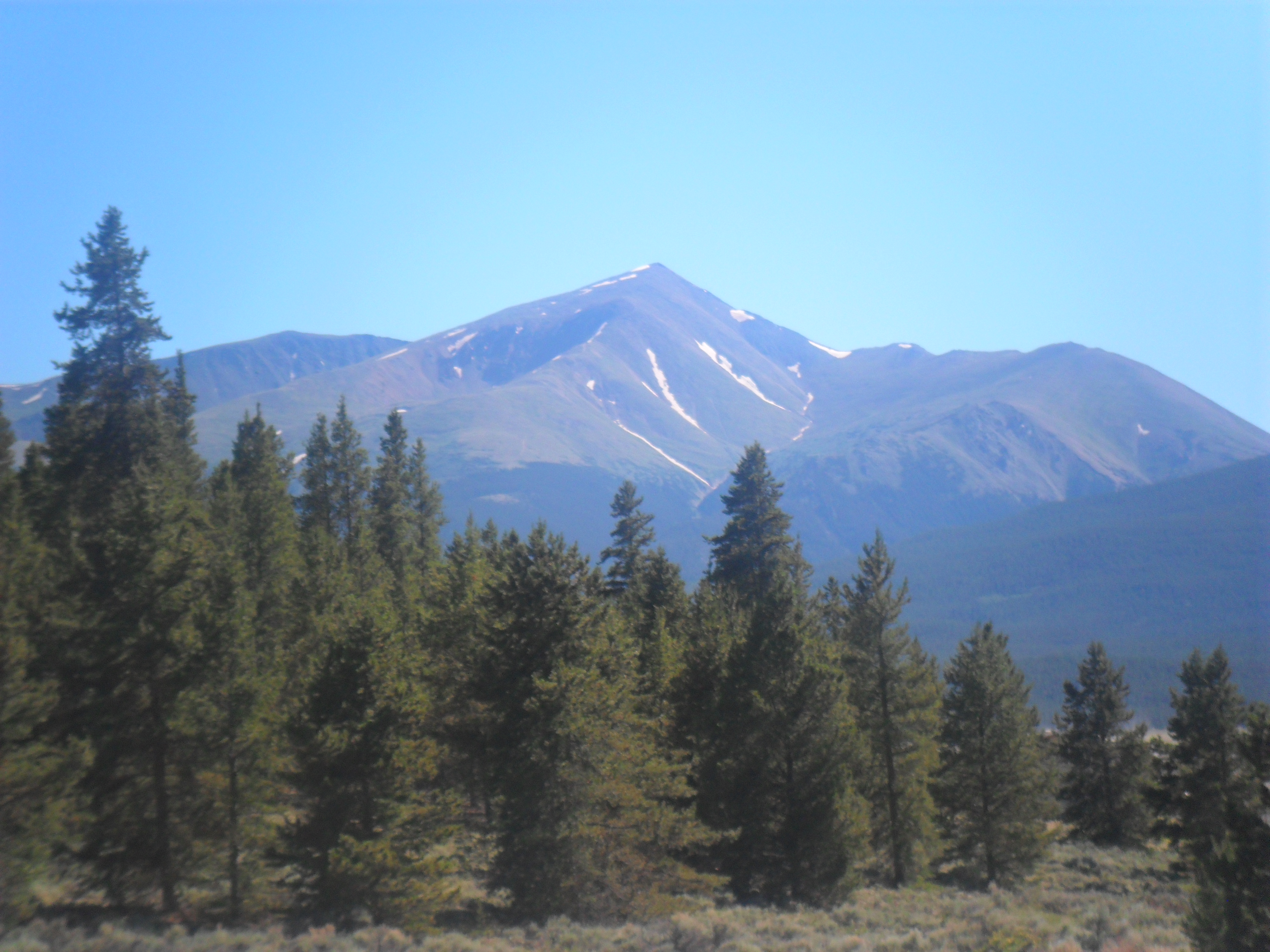
Monte Elbert, la cima más alta de las Montañas Rocosas

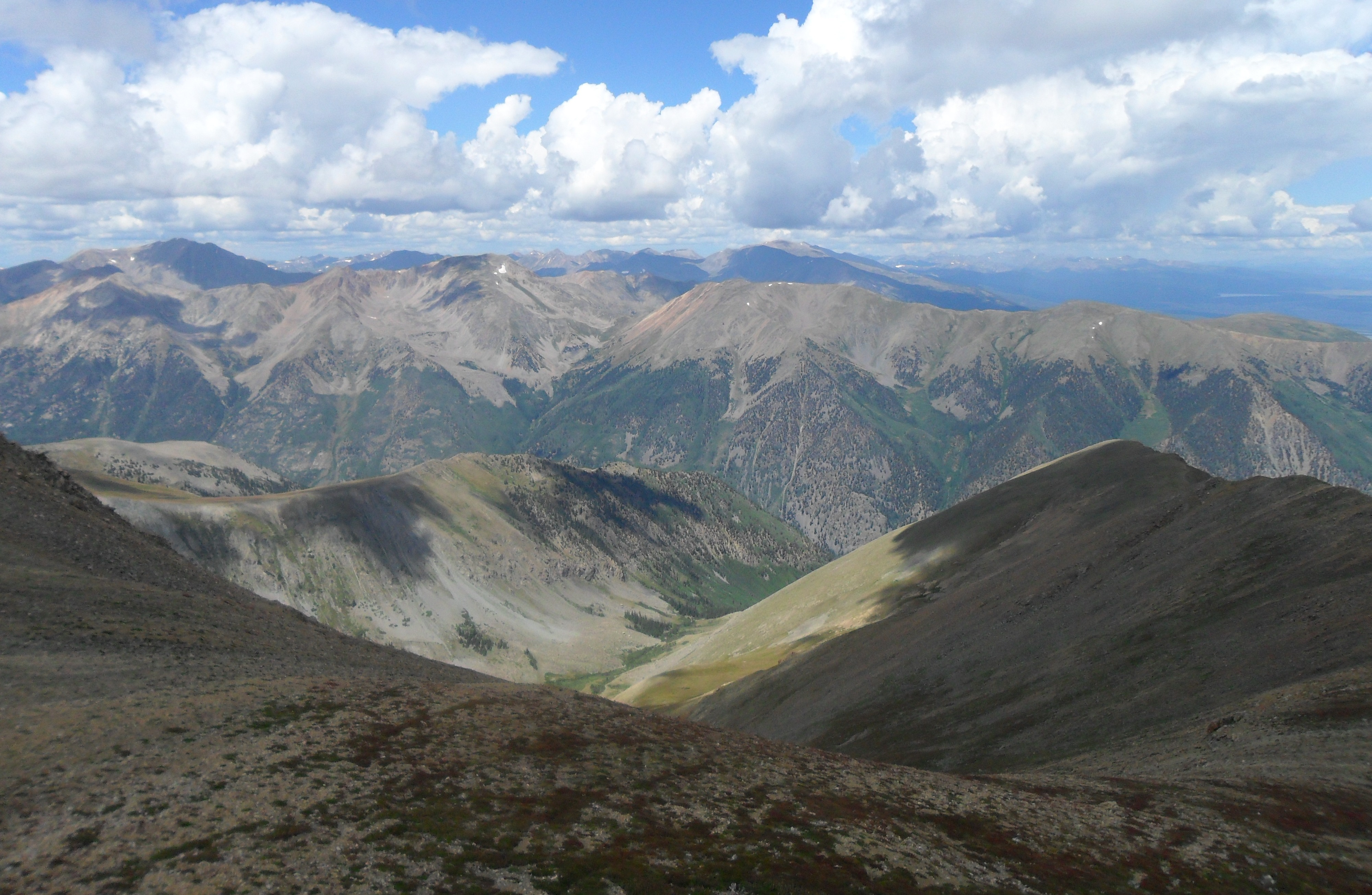
La cordillera Sawatch cerca de Buena Vista

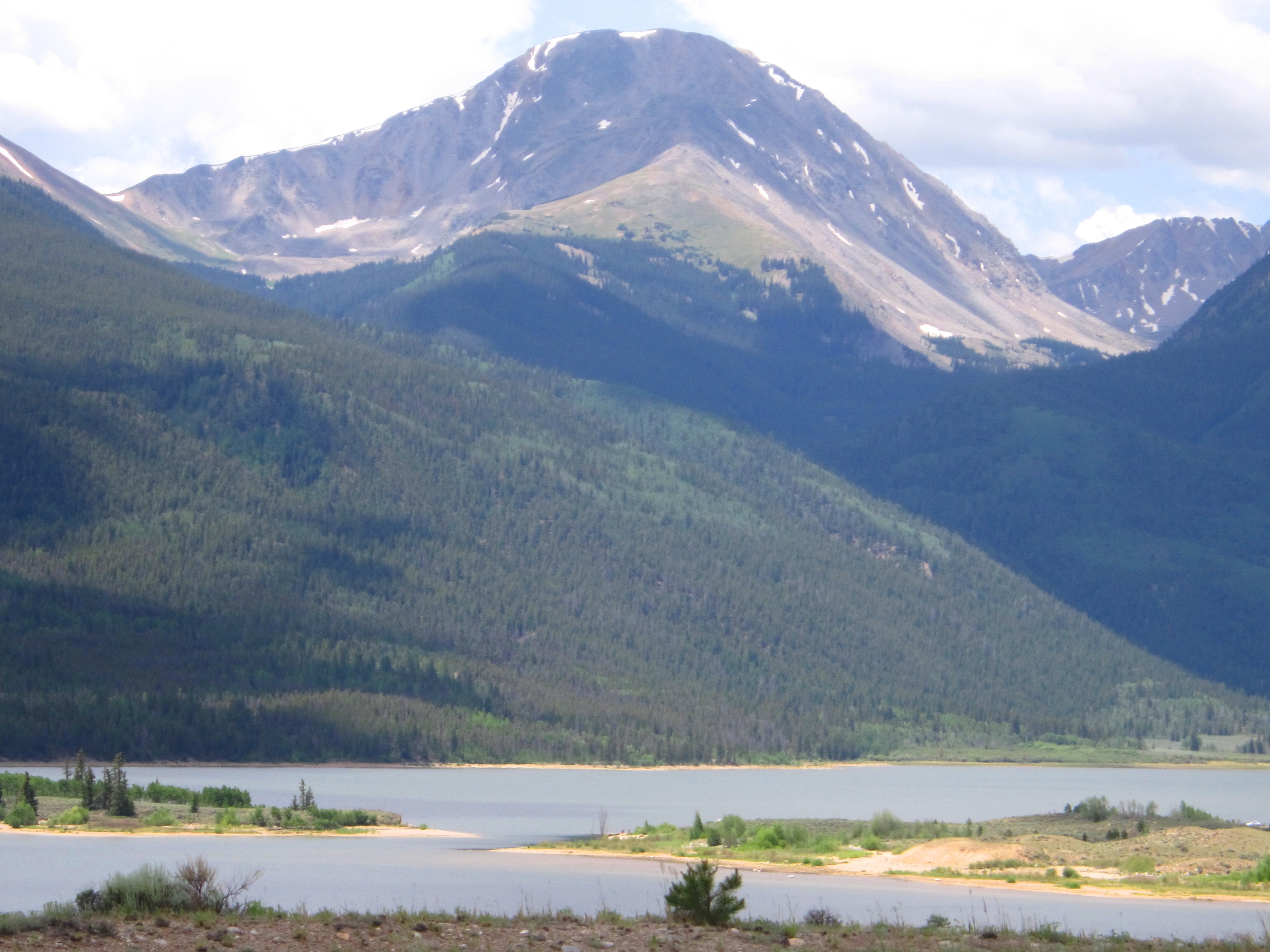
La cordillera Sawatch cerca de Twin Lakes.

| Puesto | Cima                    | Altitud (m) | Prominencia (m) | Aislamiento (km) |
| ------ | ----------------------- | ----------- | --------------- | ---------------- |
| 1      | Monte Elbert NGS        | 4401        | 2772            | <1079,2          |
| 2      | Monte Massive           | 4398        | 592             | 8,2              |
| 3      | Monte Harvard NGS       | 4395        | 709             | 24,0             |
| 4      | Pico de La Plata        | 4372        | 561             | 10,1             |
| 5      | Monte Antero NGS        | 4351        | 763             | 28,6             |
| 6      | Monte Princeton NGS     | 4329        | 664             | 8,4              |
| 7      | Monte Yale NGS          | 4329        | 572             | 8,9              |
| 8      | Monte de Holy Cross NGS | 4271        | 643             | 29,8             |
| 9      | Pico Grizzly NGS        | 4266        | 582             | 10,9             |
| 10     | Monte Ouray NGS         | 4255        | 810             | 21,9             |
| 11     | Monte Jackson PB        | 4169        | 552             | 5,2              |
| 12     | Pico Bill Williams PB   | 4081        | 513             | 6,5              |
| 13     | Pico Antora PB          | 4046        | 734             | 10,9             |
| 14     | Montaña Henry PB        | 4042        | 510             | 18,6             |
| 15     | Park Cone PB            | 3690        | 622             | 5,5              |
| 16     | Montaña Red Table PB    | 3671        | 615             | 16,6             |
| 17     | Tomichi Dome PB         | 3496        | 709             | 21,4             |
| 18     | Pico Castle PB          | 3440        | 927             | 30,5             |